# Odynerus kokpeticus
Odynerus kokpeticus är en stekelart som beskrevs av Rad. 1886. Odynerus kokpeticus ingår i släktet lergetingar, och familjen Eumenidae. Inga underarter finns listade i Catalogue of Life.